# Edmund Kean
Pour les articles homonymes, voir Kean.
Edmund Kean est un comédien britannique de théâtre shakespearien, né le 4 novembre 1787, à Westminster, Londres, et mort le 15 mai 1833 à Richmond, Surrey. Remarquable artiste malgré sa petite stature, il se produisit, entre autres, à Londres, Belfast, New York, Québec et Paris et fut considéré en son temps comme le « plus grand acteur au monde ». Sa vie privée tumultueuse et son divorce controversé lui assurèrent l'attention des médias.

## Biographie

### Jeunesse
Kean est né à Westminster, à Londres. Son père, architecte, portait le même nom, Edmund Kean, et sa mère, Anne Carey, était actrice, fille du compositeur et dramaturge du XVIIIe siècle Henry Carey.
Kean fait sa première apparition sur scène à l'âge de quatre ans, dans le rôle de Cupidon dans le ballet de Cymon de Jean-Georges Noverre. Sa vivacité, son intelligence scénique innée le font apprécier, mais son manque de discipline le conduit à un certain égarement. Vers 1794, il est envoyé à l'école, où il apprend vite, mais trouvant l'enfermement intolérable, il s'engage dans la marine et embarque comme garçon de cabine à Portsmouth. Trouvant la vie en mer trop contraignante, il fait semblant d'être à la fois sourd et boiteux avec tant d'habileté qu'il trompe les médecins qui le prennent en charge à Madère.
À son retour en Angleterre, il se place sous la protection de son oncle, Moses Kean, un imitateur, ventriloque et amuseur général, qui l'initie à la pantomime et à l'étude de Shakespeare.
Kean fréquente aussi Charlotte Tidswell, une actrice qui pendant son enfance lui a enseigné les principes du jeu d'acteur.
À la mort de son oncle, elle le prend en charge, et il commence l'étude systématique des principaux personnages de Shakespeare, montrant l'originalité particulière de son génie par des interprétations tout à fait différentes de celles de John Philip Kemble, alors considéré comme le meilleur incarnateur de ces rôles. Le talent et le visage intéressant de Kean lui valent la protection d'une certaine Mme Clarke mais, s'offusquant des commentaires d'un de ses invités, il quitte abruptement sa mécène et retourne chez lui.

### Découverte
À 14 ans, il obtient un engagement pour jouer des rôles principaux pendant vingt nuitées au York Theatre, dans Hamlet, Hastings et Cato. Peu de temps après, alors qu'il est au Richardson's Theatre, une compagnie de théâtre itinérant, sa bonne réputation lui vaut d'attirer l'attention du roi George III, qui lui enjoint de se produire au château de Windsor. Il rejoint ensuite le cirque de Saunders, où, lors d'un spectacle équestre, il tombe et se casse les deux jambes – l'accident lui laissera comme séquelle, des gonflements de pieds tout au long de sa vie. À cette époque, il s’intéresse à la musique de Charles Incledon et s'initie à l'Art de la danse de James Harvey D'Egville et de l'escrime de Domenico Angelo.
En 1807, il décroche des rôles principaux au théâtre de Belfast avec Sarah Siddons. Celle-ci avait commencé par le traiter de « petit homme horrible » mais après avoir fait l'expérience de ses capacités, elle déclara qu'il « jouait très, très bien », mais qu'il « n'était pas assez grand pour devenir un grand acteur ». À la même époque, il fit brièvement partie de la compagnie de Sarah Baker. En 1808, il rejoint la troupe provinciale de Samuel Butler (acteur) et épouse le 17 juillet l'actrice principale Mary Chambers de Waterford. De cette union naitront deux fils, dont l'acteur Charles Kean.
En 1836, l'auteur dramatique français Alexandre Dumas lui a consacré une pièce de théâtre, Kean, ou Désordre et Génie, qui a participé à l'élaboration de sa légende. Jean-Paul Sartre en a réalisé une  adaptation en 1953.
Sa vie a également été portée plusieurs fois à l'écran, notamment :
- Kean (1921), film allemand réalisé par Rudolf Biebrach ;
- Kean, ou Désordre et Génie (1924), film français réalisé par Alexandre Volkoff ;
- Kean (1940), film italien réalisé par Guido Brignone ;
- Kean (1956), film italien réalisé par Vittorio Gassman et Francesco Rosi.